# Cantón Nabón
Cantón Nabón är en kanton i Ecuador.   Den ligger i provinsen Azuay, i den södra delen av landet, 300 km söder om huvudstaden Quito. Antalet invånare är 15 121. Arean är 636 kvadratkilometer.
Terrängen i Cantón Nabón är bergig åt sydväst, men åt nordost är den kuperad.